# イムマヌエル聖宣神学院
イムマヌエル聖宣神学院（イムマヌエルせいせんしんがくいん）は、神奈川県横浜市緑区にある日本のプロテスタント・ホーリネス系福音派のキリスト教団系の神学校。院長は、河村従彦。

## 沿革
- 1949年（昭和24年）5月17日創立。イムマヌエル綜合伝道団の400名を超える教職者・宣教師を輩出。

## 主なコース
- 牧師・宣教師となるための4年コース。全寮制。

## 主な教師
- 藤本満

## 主な卒業生
- 藤本栄造
- 蔦田公義
- 野田秀
- 油井義昭（日本福音キリスト教会連合、長津田キリスト教会牧師）